# Actio tutelae directa
Actio tutelae directa – w prawie rzymskim powództwo pupila przeciwko opiekunowi o rozliczenie ze sprawowania opieki.

## Charakterystyka powództwa
Po ustaniu opieki opiekun miał obowiązek przedstawić sprawozdanie ze swej działalności wraz z rozliczeniem finansowym.
Opiekun odpowiadał za zarządzany majątek do granic culpa in concreto.
Powództwo należało do actiones bonae fidei.